# ナポレオン・マッカラム
ナポレオン・マッカラム（Napoleon Ardel McCallum 1963年10月6日- ）はミズーリ州ジェファーソンシティ出身のアメリカンフットボール選手。NFLのロサンゼルス・レイダースで1986年及び1990年から1994年までプレーした。ポジションはランニングバック。

## 経歴
オハイオ州シンシナティ近郊のミルフォード高校を卒業後、海軍兵学校に進学しコンピューターサイエンスを専攻した。彼はそこでテイルバック（TB）、パントリターナー、キックオフリターナーとして活躍した。
1983年のパサデナのローズボウルでの陸軍士官学校との試合で彼は2タッチダウンをあげて48-13の勝利に貢献した。この年のハイズマン賞の選考では6位の票を獲得、1985年にもハイズマン賞の投票で8位の票を得ている。1985年にはスポーツ・イラストレイテッドの表紙を飾ったこともある。
4年次の試合でシーズン絶望となる怪我を足首に受けたがNCAAよりもう1シーズンプレーすることを許されNCAA記録となるオールパーパスヤードで7,172ヤード（リッキー・ウィリアムズが後に更新）、ランで4,179ヤードの大学記録（合計16個の大学記録を作った。）となる数字を残しオールアメリカンにも2度選出された。
1986年のNFLドラフトの4巡目でロサンゼルス・レイダースに指名されて入団しマーカス・アレンと併用された彼は536ヤードを走った。その後軍務に就き強襲揚陸艦ペリリューやロングビーチに駐留するヘリ空母などで勤務、1990年レイダースに復帰、主にスペシャルチームやショートヤーデージの状況で起用された。1993年のプレーオフ、デンバー・ブロンコス戦では3タッチダウンを挙げて勝利に貢献した。翌週のバッファロー・ビルズ戦でも前半に2タッチダウンをあげ、チームは一時17-6でリードしていたが23-29で逆転負けした。
1994年9月5日の開幕戦、キャンドルスティックパークで行われたサンフランシスコ・フォーティナイナーズとのマンデーナイトフットボールでケン・ノートン・ジュニアのヒットを受けた際、左ひざがほぼ直角にねじまがるほどの重傷を負いそのままキャリアを終えた。
1996年にネバダ州ヘンダーソンに移りコンピューターグラフィックビジネスを始めた。
2002年彼はダン・マリーノ、ロニー・ロット、ケレン・ウィンズローらと共にカレッジフットボール殿堂入りを果たしている。